# یواس‌اس گاینارد (دی‌دی-۷۰۶)
یواس‌اس گاینارد (دی‌دی-۷۰۶) (به انگلیسی: USS Gainard (DD-706)) یک کشتی بود که طول آن ۱۱۴٫۸ متر (۳۷۷ فوت) بود. این کشتی در سال ۱۹۴۴ ساخته شد.